# Ponti (Piemont)
Ponti (piemontiul: Póit) település Olaszországban, Piemont régióban, Alessandria megyében. Lakosainak száma 514 fő (2023. január 1.). Ponti Bistagno, Castelletto d’Erro, Denice, Sessame, Monastero Bormida és Montechiaro d’Acqui községekkel határos.

## Népesség
A település lakossága az elmúlt években az alábbi módon változott:
| Lakosok száma | 599  | 591  | 514  |
|               | 2017 | 2018 | 2023 |